# L'Amour et la Guerre
Pistes de Charles Aznavour (Je m'voyais déjà)
Monsieur est mort Comme des étrangers
L'Amour et la Guerre est une chanson écrite par Bernard Dimey, mise en musique et interprétée par Charles Aznavour. Parue en 1960, elle est ensuite incluse dans l'album Je m'voyais déjà.
Les paroles de cette chanson sont les réflexions d'un jeune homme, qui se demande pourquoi il devrait aller à la guerre à nouveau, après ce qu'il avait vu. Il rejette la guerre et préfère l'amour des femmes. Pourquoi donc irais-je offrir ma jeunesse, se demande-t-il, alors que le bonheur est peut-être à deux pas ?
En 1960, la chanson est interdite sur les ondes nationales. Elle sera la bande son du film de Claude Autant-Lara « Tu ne tueras point ».